# Fray (fumetto)
Fray è una miniserie a fumetti incentrata sull'omonimo personaggio di Melaka Fray, pubblicata negli USA dalla Dark Horse Comics in una serie a fumetti di otto episodi, mentre in Italia sono stati raccolti in tre volumi.

## Trama
Melaka Fray è una ladra che vive in una Manhattan del XXVI secolo, popolata da mutanti e criminali. Sulla sua strada incontra un demone, Urkonn, che ha il compito di addestrarla per sconfiggere i vampiri, "ratti" come vengono chiamati in quell'epoca. Nel futuro decadente e post-apocalittico nel quale è immersa la nostra protagonista, si è persa la linea, la traccia storica che racconta delle altre cacciatrici. Sembra che Fray sia la prima cacciatrice dopo secoli ad essere allenata, dacché il male è stato ricacciato nell'oscurità da una cacciatrice del XXI secolo. Dato che i demoni e la magia sono scomparsi dal mondo, tranne i vampiri, gli osservatori sono diventati pazzi visionari, che invano, per secoli hanno atteso un nuovo scopo. Se ne vedranno un paio nella storia. Melaka Fray ha un fratello gemello, caso unico tra le cacciatrici. Si chiama Harth, deceduto prima dell'inizio della storia. Per qualche motivo il potere legato alla "Catena delle cacciatrici", quindi la loro capacità di avere visioni, sogni premonitori e conoscenza della propria stirpe, è risvegliato in suo fratello, mentre Melaka Fray ha il potere della forza, delle abilità di cacciatrice e della capacità di facile guarigione. Dal sesto episodio le viene consegnata la falce delle cacciatrici, unico oggetto rimasto della sua stirpe, dalla quale non si separerà più fino all'ultimo episodio. La ragazza dovrà accettare, suo malgrado, di essere la cacciatrice e di riportare l'ordine e la magia (che sta già ricominciando lentamente a tornare) nel mondo e combattere una nuova ondata di demoni pronti da secoli a invadere nuovamente la nostra dimensione.

## Albi
| N° | Titolo italiano    | Titolo originale | Trama |
| -- | ------------------ | ---------------- | --- |
| 1  | Ragazza di città   | Big City Girl    | Melaka Fray è una ladra dei bassifondi di Manhattan e anche la cacciatrice, ma lei non lo sa, perché nessuno gliel'ha mai rivelato... finora.                                                         |
| 2  | La chiamata        | The Calling      | Il mondo non sa più cosa siano i vampiri, ma questi si aggirano ancora per la città. Riuscirà Urkonn a convincere Melaka ad accettare il suo destino e ad essere addestrata contro le forze del male? |
| 3  | Pronti,partenza... | Ready, Steady... | L'ultima cacciatrice è scomparsa nel XXI secolo, riuscirà Fray ad essere alla sua altezza e cosa sta organizzando il misterioso capo dei vampiri?                                                     |
| 4  | Dal passato        | Out of the Past  | Fray deve affrontare Icarus e allo stesso tempo i suoi "fantasmi del passato". Riuscirà a battere il responsabile della morte di suo fratello Harth? E chi è il misterioso "colui che guiderà"?       |
| 5  | La parte peggiore  | The Worst of It  | L'identita del "colui che guiderà" è stata svelata e adesso è compito di Melaka affrontarla per difendere la vita delle persone che più ama.                                                          |
| 6  | Chiamata alle armi | Alarums          | Ora che i vampiri si stanno rafforzando è tempo che Fray si dia da fare. |
| 7  | Il portale         | The Gateway      | Dopo l'epica lotta contro Icarus inizia la strenuante lotta contro i vampiri... e non sono soli. |
| 8  | Inferno            | All Hell         | Si concludono le vicende di Melaka Fray con lo scontro finale contro i vampiri e con la rivelazione di qualche segreto della cacciatrice.                                                             |